# Radiotelescopio di Arecibo

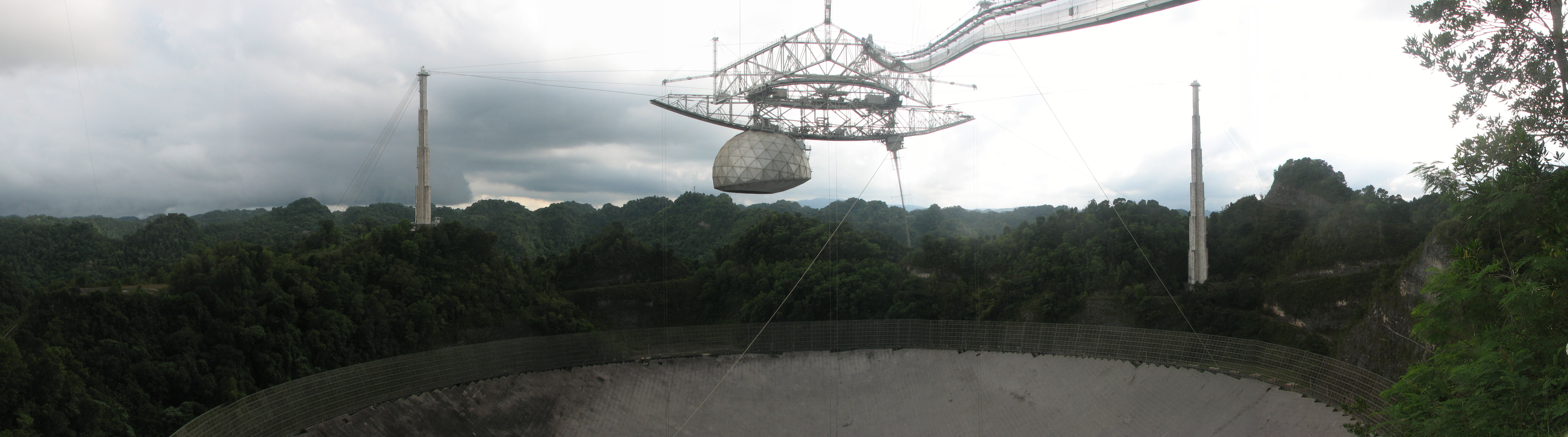
Il braccio del radiotelescopio

L'osservatorio di Arecibo, noto anche come il National Astronomy and Ionosphere Center (NAIC, Centro Nazionale per l'Astronomia e la Ionosfera), era situato circa 15 km a sud-sudovest di Arecibo, nell'isola di Porto Rico. Esso operava attraverso la Cornell University sotto un accordo cooperativo con la National Science Foundation (un'agenzia governativa USA). NAIC si riferisce più propriamente all'organizzazione che dirige sia l'osservatorio sia i laboratori associati e gli uffici della Cornell University.
L'osservatorio, entrato in funzione nel 1963, era dotato di un radiotelescopio formato da un'antenna a singola apertura del diametro di 305 metri, la più grande del mondo fino all'entrata in servizio, nel settembre 2016, del radiotelescopio FAST da 500 metri, situato nella provincia di Guizhou in Cina.
Esso veniva utilizzato principalmente per tre grandi aree di ricerca: la radioastronomia, la fisica atmosferica (utilizzando sia il radiotelescopio sia la funzione Lidar dell'osservatorio) e l'osservazione radar di oggetti del sistema solare.
A seguito di considerevoli danni alla struttura portante dovuti al terremoto di Porto Rico avvenuto a gennaio 2020, la National Science Foundation a novembre del medesimo anno ha deciso di disattivare l'impianto ricevente ritenendo troppo pericoloso effettuare interventi riparatori. Il 1º dicembre 2020, la piattaforma sospesa è collassata completamente. Un rapporto pubblicato nel 2024 ha evidenziato che una concomitanza di cause tra cui l'uragano Maria, l'assenza di interventi strutturali ostacolati anche da lungaggini burocratiche, abbiano portato a ciò che è stato considerato "uno dei fallimenti più ... sconcertanti dell'era moderna".

## Informazioni generali
Il radiotelescopio di Arecibo si distingueva per le sue enormi dimensioni: il collettore principale aveva un diametro di 304,8 metri, ed è stato costruito all'interno di un avvallamento naturale. La superficie dell'antenna era formata da 38 778 pannelli in alluminio, ciascuno dei quali misurava tra 1 e 2 metri di lato, sostenuti da una maglia di cavi di acciaio.
Sopra il disco si trovava una piattaforma triangolare di 900 tonnellate, sospesa in aria 150 m sopra il disco mediante 18 cavi che partivano da tre torri di cemento armato, una alta 110 m e due alte 80 m (il vertice delle tre torri si trova comunque alla stessa altitudine). Su questa piattaforma era situata la ricevente, posta all'interno di una struttura a forma di mezza sfera, detta anche braccio dell'azimut, poiché poteva ruotare per intercettare segnali riflessi da direzioni differenti della superficie sferica e quindi ricevere segnali provenienti da differenti porzioni di cielo. Proprio a causa di questo metodo utilizzato per “centrare” il fuoco, l'antenna era un riflettore di forma sferica, infatti il suo fuoco si trovava lungo una linea piuttosto che in un singolo punto (come dovrebbe essere invece in un riflettore parabolico). Questa tecnica permetteva al telescopio di osservare qualsiasi regione di cielo entro un cono di 40 gradi visibile verso lo zenit locale (tra -1 e 38 gradi di declinazione).
La ricevente era formata da diverse antenne lineari molto sensibili, ciascuna sintonizzata su una ristretta banda di frequenze. Questi dispositivi operavano immersi in un bagno di elio liquido, per mantenere una temperatura molto bassa. A queste temperature il rumore generato dagli elettroni nelle riceventi è molto piccolo, e solo i segnali radio in arrivo, che sono molto deboli, vengono amplificati. Il sistema di Arecibo operava alle frequenze dai 50 MHz (lunghezza d'onda di 6 m) ai 10 GHz (lunghezza d'onda di 3 cm).
Nel braccio dell'azimut era situata anche la trasmittente del radar planetario da 1 MW che dirigeva le onde radar verso gli oggetti nel nostro sistema solare. Analizzando l'eco ricevuta, era possibile avere informazioni sulle proprietà della superficie e la dinamica degli oggetti. Porto Rico è un'isola vicina all'equatore e permetteva al telescopio di vedere tutti i pianeti del sistema solare, tuttavia esso non era abbastanza potente da consentire l'osservazione radar oltre Saturno.
Il telescopio ricevette ulteriori riconoscimenti internazionali nel 1999, quando cominciò a raccogliere dati per il progetto SETI@home.

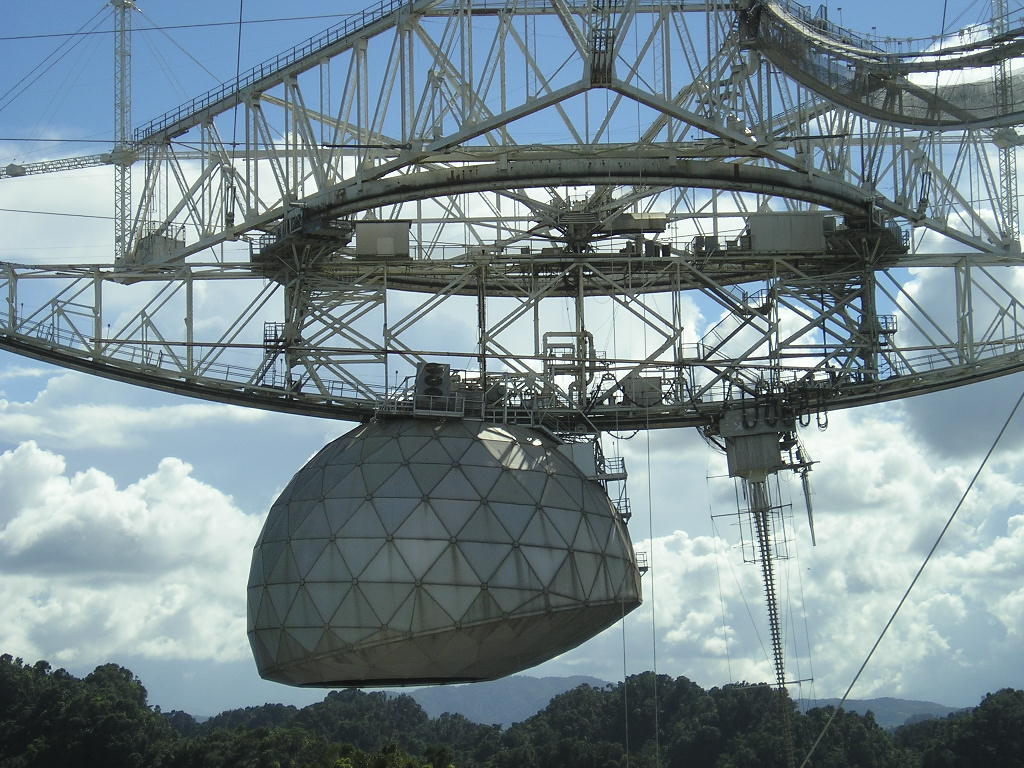
Particolare della complessa radio antenna

## Design e architettura
La costruzione del telescopio di Arecibo iniziò grazie al professor William E. Gordon della Cornell University, che inizialmente intendeva utilizzarlo per studiare la ionosfera della Terra. Originariamente era previsto un riflettore parabolico fisso che puntava in una direzione fissa con una torre di 150 m con la strumentazione per il fuoco. Questo progetto avrebbe avuto un utilizzo molto limitato per altre potenziali aree di ricerca, come la scienza planetaria e la radioastronomia, le quali richiedevano l'abilità di puntare verso differenti posizioni nel cielo e inseguire queste posizioni per periodi estesi a causa della rotazione della Terra.
Ward Low, dell'Advanced Research Projects Agency (ARPA) eliminò questo difetto e mise Gordon in contatto con Air Force Cambridge Research Laboratory (AFCRL), a Boston, nel Massachusetts, dove un gruppo diretto da Phil Blacksmith stava lavorando sui riflettori sferici e un altro gruppo stava studiando la propagazione delle onde radio attraverso la più alta atmosfera. La Cornell University propose il progetto all'ARPA nell'estate del 1958 e nel novembre dell'anno successivo venne stipulato un contratto tra l'AFCRL e l'università. La costruzione incominciò nell'estate del 1960, con l'apertura ufficiale il 1º novembre 1963.

## Scoperte
Il radiotelescopio di Arecibo ha prodotto importanti scoperte scientifiche. Il 7 aprile 1964, poco dopo l'inaugurazione effettuata il 1º novembre 1963, il gruppo di Gordon H. Pettengill determinò che il periodo di rotazione di Mercurio non era di 88 giorni, come era stato previsto, ma di soli 59 giorni. Nel 1968, la scoperta di Richard Lovelace e altri della periodicità della nebulosa del Granchio (33 ms) fornì la prima evidenza fondata dell'esistenza delle stelle di neutroni nell'Universo. Nel 1974 Hulse e Taylor scoprirono la prima pulsar binaria PSR B1913+16, per la quale verrà poi assegnato loro il Premio Nobel per la fisica. Nel 1982 venne scoperta la prima millisecondpulsar, PSR J1937+21, da Don Backer, Shri Kulkarni e altri. Questo oggetto ruota su sé stesso 642 volte al secondo ed è rimasto fino al 2005 la pulsar più veloce conosciuta.
Nell'agosto del 1989 si ottenne la prima immagine diretta di un asteroide nella storia: il 4769 Castalia. Nell'anno seguente, l'astronomo polacco Aleksander Wolszczan scoprì la pulsar PSR B1257+12 in orbita alla quale vennero poi trovati tre pianeti (e una possibile cometa). Questi furono i primi pianeti extrasolari scoperti. Nel 1994, John Harmon utilizzò il radiotelescopio per mappare la distribuzione del ghiaccio nei poli di Mercurio.
Grazie al progetto SETI@home è stata scoperta nel 1º settembre 2004 la sorgente radio SHGb02+14a, una possibile fonte extraterrestre. La sorgente radio è stata osservata per tre volte a una frequenza di 1420 MHz.

## Altri utilizzi
Il telescopio è stato utilizzato anche per scopi militari, per esempio per localizzare le installazioni radar sovietiche captando i loro segnali che rimbalzavano sulla superficie lunare. Esso è pure la sorgente dei dati per i progetti di calcolo distribuito Einstein@home e SETI@Home, quest'ultimo proposto dal Laboratorio di Scienze Spaziali a Berkeley, l'Università della California, ed è utilizzato per le osservazioni del Progetto Phoenix del Seti Institute.
Nel 1974 con il radiotelescopio venne trasmesso verso l'ammasso globulare M13 (distante circa 25 000 anni luce) il messaggio di Arecibo, un tentativo di comunicare con forme di vita extraterrestri. Si trattava di un modello a 1 679 bit di uni e zeri che definiscono un'immagine bitmap di 23x73 pixel la quale include numeri, figure stilizzate, formule chimiche e un'immagine stilizzata dello stesso telescopio.

## Danni meteorologici e successivo collasso
L'osservatorio è stato chiuso a inizio settembre 2017 per un breve periodo a causa dell'uragano Irma imperversante sulla zona. I danni hanno interessato anche il disco principale danneggiato dalla caduta dell'antenna di comunicazione dei dati.
L'agenzia NSF, finanziatrice principale del progetto, anche a seguito della riduzione dell'utilità del piatto, ha ridotto drasticamente i fondi ad Arecibo e ad altre strutture, considerando i futuri investimenti quali il Large Synoptic Survey Telescope. L'operatività del radiotelescopio è comunque stata garantita per il successivo quinquennio.
Nel 2020, l'osservatorio è stato chiuso in via precauzionale in seguito dello sciame sismico verificatosi in occasione del terremoto avvenuto il 7 gennaio. Il 10 agosto 2020 la rottura di un cavo di sostegno di una piattaforma collocata sopra il disco centrale ha causato uno squarcio di circa 30 metri sulla parabola riflettente, interrompendo le osservazioni di radioascolto. Tre mesi dopo, il 7 novembre, un altro cavo di sostegno si è spezzato lacerando la parabola principale del radiotelescopio, aumentando il rischio che il carico gravante sui rimanenti cavi potesse provocare il crollo della piattaforma centrale sospesa sulla parabola. La NSF ha successivamente deciso di dismettere l'apparato ricevente avendo valutato troppo rischioso effettuare lavori di riparazione, in quanto i tentativi di stabilizzare la già precaria struttura avrebbero potuto portare a un collasso generale, compromettendo la sicurezza degli addetti ai lavori. Le strutture pertinenti, come il centro visitatori e le aree adiacenti, sarebbero tuttavia state mantenute in caso di riuscita dello smantellamento controllato dell'intero impalcato.
Il 1º dicembre 2020 la struttura sospesa sovrastante si è staccata dai cavi di supporto, cadendo e distruggendo il riflettore primario.

## Arecibo nella cultura di massa
L'antenna è apparsa in diversi film.
- L'osservatorio di Arecibo è stato utilizzato come luogo per la scena finale del film di James Bond, GoldenEye, nel quale l'ex agente Alec Trevelyan, diventato un malvivente, usa un telescopio simile (nella finzione ubicato a Cuba) per comunicare con un satellite russo al fine di lanciare un distruttivo impulso elettromagnetico su Londra. Nel film la parabola veniva dissimulata riempiendola d'acqua, per farla sembrare un lago (cosa impossibile nella realtà in quanto presenta una superficie forata). Inoltre utilizzare il radiotelescopio di Arecibo per comunicare con un satellite in orbita terrestre è un assurdo tecnico.
- Nell'episodio Little Green Man di X-Files, Fox Mulder viene inviato ad Arecibo da un senatore degli USA perché è avvenuto un contatto con una forma di vita extraterrestre.
- Il film Contact mostra Arecibo nell'ambito del progetto Seti.
- L'osservatorio è presente nel film Specie mortale, come il luogo principale del romanzo The Listeners (1972) di James E. Gunn e come un elemento prominente nel romanzo di Mary Doria Russel The Sparrow (1996).
- Sebbene il nome dell'osservatorio non sia fatto esplicitamente, esso costituisce l'ambientazione dell'inizio del romanzo di Arthur C. Clarke 2010: Odissea due.
- Nella serie radiofonica Space Force (1984) della BBC, gli alieni contattano la Terra molto tempo dopo aver ricevuto il messaggio di Arecibo. Dalle parole di uno dei personaggi dell'episodio The Voice from Nowhere (La voce dal nulla), si apprende però che l'osservatorio era stato nel frattempo chiuso e smantellato.
- All'interno del videogioco sparatutto Battlefield 4 il radiotelescopio è sito di una delle mappe originali della modalità multigiocatore, sotto il nome di "Trasmissione Pirata".[16]